# 南風至柏架電纜隧道

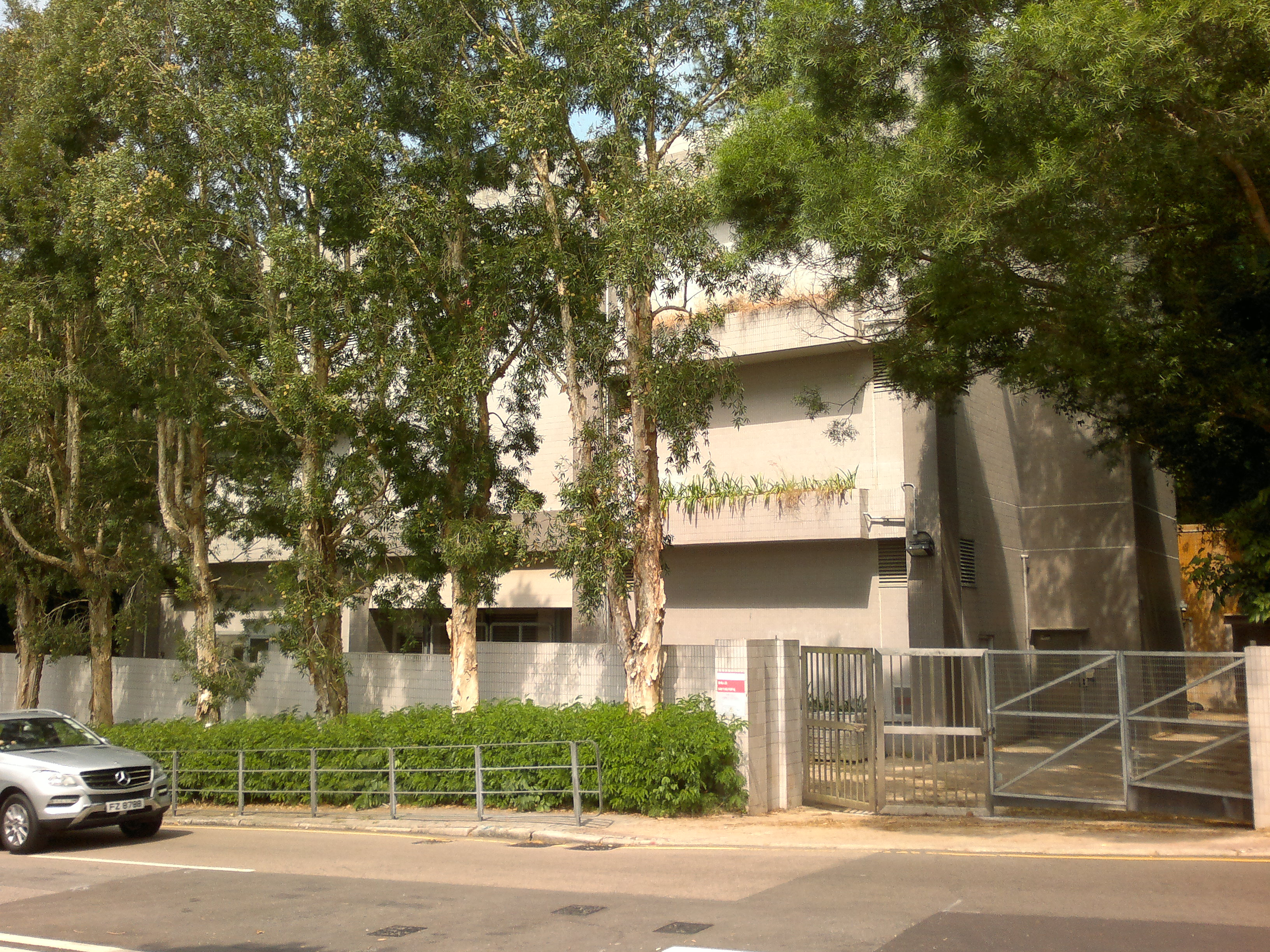
南風至柏架電纜隧道

南風至柏架電纜隧道（英語：Nam Fung - Parker Cable Tunnel）是香港的一條電纜隧道，也是世界最長的電纜隧道之一，由香港電燈在1990年动工，1993年使用。隧道由香港島黃竹坑南風道到柴灣道近柏架山邊，穿過聶歌信山、渣甸山、畢拉山和柏架山，長5.7公里，比大老山隧道長，是香港最長隧道。隧道里有兩組275千伏大電纜，把電力从南丫發電廠送到港島東區。

## 附近建筑物
- 南島中學